# New World TV
New World TV est un groupe de télévision privé togolais créé en 2015.

## Historique
En juillet 2021, New World TV obtient les droits de diffusion des compétitions internationales de la FIFA, la Coupe du monde de football 2022 et la Coupe du monde féminine de football 2023, dans les pays francophones d’Afrique sub-saharienne. Elle a aussi acquis les droits pour diffuser gratuitement 28 matchs dans 43 pays du continent africain de la Coupe du monde au Qatar. En décembre 2021, New World TV remporte l’appel d'offre de l'UEFA et acquiert les droits de diffusion exclusifs pour 23 pays d'Afrique subsaharienne francophone des championnats d'Europe 2024 et 2028, des Ligues des nations de 2022 à 2027 et des éliminatoires de la zone Europe pour la Coupe du monde 2026,.
La chaîne retransmet les matchs du championnat de France de football en langues éwé, kotokoli et kabyè.
Se positionnant en chaîne premium, le groupe a recruté le commentateur de football Christian Jeanpierre en tant que responsable des contenus de la chaîne NW Sport dès le printemps de l’année 2022. Pour la Coupe du monde de football 2022, New World TV complète son équipe notamment avec les journalistes Smaïl Bouabdellah, Salim Baungally, Freddhy Koula et Anthony Pla et par les consultants Emmanuel Adebayor, Patrick Mboma, Basile Boli, Bonaventure Kalou, Mamadou Niang, Hérita Ilunga et Wilfrid Mbappé, le père de Kylian Mbappé,. Profitant du développement massif de la 4G et 5G en Afrique, la chaîne s'appuie sur de nouvelles manières de consommer le contenu vidéo avec des partenariats avec les différents opérateurs régionaux. En 2022, le groupe propose des abonnements mensuels compris entre 2 500 à 6 000 francs CFA. Pendant la compétition, la plateforme togolaise est victime de plusieurs cyberattaques.
Le groupe de télévisions émet son signal depuis les satellites EUTELSAT 7B et EUTELSAT 10A.